# Campeonato Mundial de Atletismo em Pista Coberta de 2010 - Salto triplo feminino
A prova do salto triplo feminino do Campeonato Mundial de Atletismo em Pista Coberta de 2010 foi disputada entre 12 e 13 de março no ASPIRE Dome, em Doha.

## Recordes
Antes desta competição, os recordes mundiais e do campeonato nesta prova eram os seguintes:
| Tipo                  | Atleta           | Marca   | Local     | Data               |
| --------------------- | ---------------- | ------- | --------- | ------------------ |
|                       | Tatyana Lebedeva | 15,36 m | Budapeste | 6 de março de 2004 |
| Recorde do campeonato | Tatyana Lebedeva | 15,36 m | Budapeste | 6 de março de 2004 |

## Medalhistas
| Ouro                | Prata                  | Bronze             |
| Olga Rypakova (KAZ) | Yargelis Savigne (CUB) | Anna Pyatykh (RUS) |

## Resultados

### Eliminatórias
Estes são os resultados das eliminatórias. As 19 atletas inscritas foram reunidas em grupo único, se classificando para a final todas as que atingissem 14,20 metros (Q) ou, no mínimo, oito atletas com as melhores marcas (q).
| Pos. | Atleta                           | #1    | #2    | #3    | Res.      | Notas                |
| ---- | -------------------------------- | ----- | ----- | ----- | --------- | -------------------- |
| 1    | CUB Yargeris Savigne             | 14.59 |       |       | 14.59 (Q) |                      |
| 2    | KAZ Olga Rypakova                | 14.57 |       |       | 14.57 (Q) | Recorde da temporada |
| 3    | CUB Mabel Gay                    | x     | 14.27 |       | 14.27 (Q) |                      |
| 4    | SVK Dana Veldáková               | 14.25 |       |       | 14.25 (Q) |                      |
| 5    | RUS Anastasiya Taranova-Potapova | 13.60 | 13.82 | 14.08 | 14.08 (q) |                      |
| 6    | RUS Anna Pyatykh                 | 14.04 | 14.04 | 14.01 | 14.04 (q) |                      |
| 7    | BEL Svetlana Bolshakova          | 13.41 | 13.95 | x     | 13.95 (q) |                      |
| 8    | CHN Limei Xie                    | x     | 13.89 | 13.45 | 13.89 (q) | Recorde da temporada |
| 9    | SLO Snežana Rodic                | 13.74 | 13.83 | 13.84 | 13.84     |                      |
| 10   | BRA Gisele de Oliveira           | 13.73 | 13.78 | 13.81 | 13.81     | Recorde da temporada |
| DSQ  | GRE Athanasía Pérra              | 13.23 | 13.62 | 13.71 | 13.71     | Doping               |
| 11   | BUL Petia Dacheva                | x     | x     | 13.65 | 13.65     |                      |
| 12   | USA Erica McLain                 | 13.03 | 13.47 | 13.54 | 13.54     |                      |
| 13   | UZB Aleksandra Kotlyarova        | 13.35 | 13.04 | 13.45 | 13.45     |                      |
| 14   | ROU Adelina Gavrila              | 13.03 | 13.45 | x     | 13.45     |                      |
| 15   | VEN Verónica Davis               | x     | 13.07 | 13.38 | 13.38     |                      |
| 16   | UKR Liliya Kulyk                 | 13.20 | 13.19 | 13.30 | 13.30     |                      |
| 17   | THA Thitima Muangjan             | x     | x     | 13.19 | 13.19     |                      |
| 18   | SUD Yamilé Aldama                | 12.41 | 12.39 | x     | 12.41     | Recorde da temporada |

### Final
Estes são os resultados da final:
| Pos               | Atleta                           | #1    | #2    | #3    | #4    | #5    | #6    | Res.  | Notas                |
| ----------------- | -------------------------------- | ----- | ----- | ----- | ----- | ----- | ----- | ----- | -------------------- |
| Medalha de ouro   | KAZ Olga Rypakova                | x     | 14.78 | 14.17 | x     | 14.93 | 15.14 | 15.14 | Recorde da temporada |
| Medalha de prata  | CUB Yargeris Savigne             | 14.71 | 14.70 | x     | 14.45 | 14.86 | 14.63 | 14.86 | Recorde da temporada |
| Medalha de bronze | RUS Anna Pyatykh                 | 14.25 | 14.49 | 14.64 | 14.43 | 14.60 | 14.54 | 14.64 | Recorde da temporada |
| 4                 | RUS Anastasiya Taranova-Potapova | 14.15 | 14.10 | 14.03 | 14.40 | 13.87 | 14.38 | 14.40 |                      |
| 5                 | CUB Mabel Gay                    | 14.19 | x     | 14.18 | 14.11 | 13.90 | 14.30 | 14.30 | Recorde da temporada |
| 6                 | UKR Dana Veldáková               | 14.18 | x     | 13.83 | x     | 13.97 | 14.13 | 14.18 |                      |
| 7                 | CHN Limei Xie                    | 13.58 | 13.99 | x     | 13.82 | 13.98 | 14.03 | 14.03 | Recorde da temporada |
| 8                 | BEL Svetlana Bolshakova          | x     | x     | 14.01 | 13.94 | 13.93 | 14.02 | 14.02 |                      |

Legenda
| Recorde mundial       | Recorde mundial (World record)               |                       | Recorde africano                      | Recorde africano (African) |                                           | Q | Classificado por posição (Qualified) |
| Recorde do campeonato | Recorde do campeonato (Championship record)  | Recorde da América    | Recorde da América (Americas)         | q                          | Classificado por melhor tempo (Qualified) |   |                                      |
| Melhor marca do ano   | Melhor marca do ano (World leading)          | Recorde asiático      | Recorde asiático (Asian)              | DNS                        | Não largou (Did not start)                |   |                                      |
| Recorde nacional      | Recorde nacional (National record)           | Recorde europeu       | Recorde europeu (European)            | DNF                        | Não terminou (Did not finish)             |   |                                      |
| Recorde pessoal       | Recorde pessoal do atleta (Personal best)    | Recorde da Oceania    | Recorde da Oceania (Oceania)          | DSQ / DQ                   | Desclassificado (Disqualified)            |   |                                      |
| Recorde da temporada  | Recorde da temporada do atleta (Season best) | Recorde sul-americano | Recorde sul-americano (South America) | NM                         | Sem marca (No mark)                       |   |                                      |